# Damir Čakar
Damir Čakar (in serbo Дамир Чакар?; Pljevlja, 28 giugno 1973) è un ex calciatore montenegrino, di ruolo attaccante.

## Carriera
Dieci giorni prima della sua prima partita di Coppa UEFA contro la squadra cipriota dell'Omonia, egli decide di lasciare il club poiché non è soddisfatto delle ambizioni del Rudar Pljevlja. Ha convinto così anche altri giocatori del Rudar a lasciare la squadra. 
Era un esperto rigorista e tiratore di calci piazzati. Giocava anche come playmaker.
Il 5 luglio 2008 annuncia il suo ritiro.

## Palmarès

### Club
- Campionato serbomontenegrino: 4

Partizan: 1995-1996, 1996-1997, 2001-2002, 2002-2003
- Coppa del Montenegro: 2

Rudar Velenje: 2006-2007
Mogren: 2007-2008

### Individuale
- Capocannoniere del campionato montenegrino: 1

2006-2007 (16 reti)